# Перегруппировка Вольфа
Перегруппировка Вольфа (перегруппировка Вольфа-Шрётера) — реакция в органической химии, в которой α-диазокарбонильное соединение превращается в кетен потерей азота, сопровождающейся 1,2-перегруппировкой. В перегруппировке Вольфа кетен является интермедиатом, который может далее подвергаться нуклеофильной атаке со слабокислыми нуклеофилами (такими как вода, спирты, амины), образуя производные карбоновых кислот или продукт [2+2]-циклоприсоединения, содержащий четырёхчленный цикл. Механизм перегруппировки Вольфа был предметом обсуждения с момента его первого использования, но ни один из предложенных механизмов не описывает реакцию полностью. Реакция открыта Людвигом Вольфом в 1902 году. Перегруппировка Вольфа имеет широкое применение в органическом синтезе благодаря доступности α-диазакарбонильных соединений, разнообразию реакций с участием кетенового интермедиата и стереохимическому удержанию мигрирующей группы. Тем не менее, перегруппировка Вольфа имеет ограничения из-за высокой реакционной способности α-диазокарбонильных соединений, которые могут претерпевать различные конкурирующие реакции.
Перегруппировка Вольфа может быть инициирована термолизом, фотолизом или катализом переходным металлом. В последнем случае реакция чувствительна к выбору металла (обычно используется оксид серебра или соединения Ag(I)). Перегруппировка Вольфа имеет широкое применение в органическом синтезе, главным образом для получения производных карбоновых кислот. Реакция Арндта-Айстера частный случай перегруппировки Вольфа. Другое частное использование — уменьшение цикла. Если α-диазокарбонильное соединение имеет циклическое строение, то перегруппировка Вольфа приводит к сокращению цикла. Реакция хорошо идёт при создании циклических деформированных систем, когда другие реакции не подходят.

## История
В 1902 году Людвиг Вольф обнаружил, что при обработке диазоацетофенона водой в присутствии оксида серебра образуется фенилуксусная кислота, а при обработке аммиаком вместо воды образуется фенилацетамид. Через несколько лет эту реакцию независимо наблюдал Шрётер. Поэтому реакция иногда называется перегруппировкой Вольфа-Шрётера. Первоначально реакция не имела широкого применения до тех пор, пока в 1930-х не был обнаружен лёгкий способ синтезирования диазакетонов.

## Механизм
Механизм перегруппировки Вольфа был предметом обсуждения с момента его первого использования, но ни один из предложенных механизмов не описывает реакцию полностью. Тем не менее, две стадии механизма могут быть согласованы. Во-первых, α-диазокарбонильные соединения находятся в равновесии S-(Z) и S-(Е) конформеров, распределение которых может влиять на механизм реакции. Как правило, при фотолизе соединения в S-(Z) конформации реагируют ступенчато за счет торсионного угла в 150°-180° между покидающей и мигрирующей группами, в то время как соединения, в S-(Е) конформации реагируют через промежуточный карбен или не реагируют. Во-вторых, независимо от механизма реакции, перегруппировка дает промежуточный кетен, который может быть захвачен слабокислым нуклеофилом, таким как спирт или амин, с получением соответствующего сложного эфира или амида, или олефином с получением [2+2]-циклоприсоединения аддукта. Сильные кислоты не дают перегруппировки Вольфа, а протонируют α-углерод и дают продукты реакции по механизму SN2.

### Стереохимия α-диазокетонов
Понимание стереохимии α-диазокетонов имеет важное значение для понимания механизма перегруппировки Вольфа. α-диазокарбонильные соединения, как правило, локально плоские, с большими вращательными барьерами (55-65 кДж / моль) из-за C=C связи между карбонильной группой и α-углеродом, что показанном в крайней правой резонансной структуре. Такой большой барьер замедляет молекулярные повороты достаточно, чтобы привести к равновесию между двумя S-(Z) и S-(E) конформерами. Как видно в крайней правой резонаторной структуре, в S-(Z) конформации между кислородом с частичным отрицательным зарядом и диазагруппой с частичным положительным зарядом возникает дополнительное Кулоновское взаимодействие. В этом случае, если R1 является большим радикалом, а R2 водородом, то S-(Z) конформер предпочтителен. Если R1 и R2 достаточно большие, предпочтителен S-(Е) конформер, так как сила их отталкивания больше силы Кулоновского взаимодействия. Малые и средние циклические субстраты ограничены в S-(Z) конформации.

### Согласованный механизм
Когда α-диазокетон находится в S-(Z) конформации, уходящая группа (N2) и мигрирующая (R1) находятся под углом в 150°-180°, что приводит к реакции по согласованному механизму, в котором одновременно с отщеплением азота происходит 1,2-алкильный сдвиг. Существует доказательство того, что этот механизм имеет место при термолизе и фотолизе, когда сильно преобладает S-(Z) конформер.
Исследования химической поляризации ядер показывают, что фотохимическая перегруппировка диазоацетона, существующий преимущественно в S-(Z) конформере происходит по согласованному механизму. Соотношения продуктов от прямого и триплет-чувствительного фотолиза были использованы для доказательства того, что перегруппировка S-(Z) конформеров идёт по согласованному механизму, а S-(E) конформеров по ступенчатому.